# Isochariesthes brunneopunctipennis
Isochariesthes brunneopunctipennis là một loài bọ cánh cứng trong họ Cerambycidae.